# イェジ・ヘンリク・ルボミルスキ
イェジ・ヘンリク・ルボミルスキ（Jerzy Henryk Lubomirski, 1817年5月28日 - 1872年5月25日）は、オーストリア領ガリツィアのポーランド人貴族、政治家、篤志家。ルボミルスキ家の公（侯爵（Fürst）/公爵（książę））。プシェヴォルスクの第2代オルディナト。

## 生涯
ヘンリク・ルボミルスキ公とその妻のテレサ・チャルトリスカ公女（1785年 - 1868年）の間の長男として生まれ、ウィーンとプラハで教育を受けた。1848年革命の際にはプラハで開催された汎スラヴ会議（Slawenkongress）にはガリツィア代表として出席し、1861年には帝国議会議員となった。1869年から1872年にかけ、レンベルク（現在のウクライナ領リヴィウ州リヴィウ）のオッソリネウム（Ossolineum）民族研究所の理事を務めた。1870年、父ヘンリクとユゼフ・マクシミリアン・オッソリンスキ伯爵が生前に交わしていた協定に基づき、居城プシェヴォルスク城（Pałac w Przeworsku）の美術・古物収集品と蔵書をオッソリネウム内のルボミルスキ公爵博物館（Muzeum Książąt Lubomirskich）に寄贈した。1872年に創設されたクラクフ・アカデミー（Polska Akademia Umiejętności）の創設者にも名を連ねた。
1853年にアンジェイ・アルトゥル・ザモイスキ伯爵の娘ツェツィリア・ザモイスカ（1831年 - 1904年）と結婚し、間に2男3女の5人の子女をもうけた。長男のアンジェイ・ルボミルスキ（Andrzej Lubomirski、1862年 - 1953年）と次男のカジミェシュ・ルボミルスキ（1869年 - 1930年）は共に政治家として活動した。